# Bysjön (Ockelbo socken, Gästrikland)
Bysjön är en sjö i Ockelbo kommun i Gästrikland och ingår i Testeboåns huvudavrinningsområde. Sjön har en area på 2,15 kvadratkilometer och ligger 74,9 meter över havet. Sjön avvattnas av vattendraget Testeboån (Grannäsån). Vid provfiske har bland annat abborre, björkna, braxen och gers fångats i sjön.

## Delavrinningsområde
Bysjön ingår i det delavrinningsområde (675391-154902) som SMHI kallar för Utloppet av Bysjön. Medelhöjden är 82 meter över havet och ytan är 8,68 kvadratkilometer. Räknas de 166 avrinningsområdena uppströms in blir den ackumulerade arean 929,03 kvadratkilometer. Avrinningsområdets utflöde Testeboån (Grannäsån) mynnar i havet. Avrinningsområdet består mestadels av skog (14 procent), öppen mark (13 procent) och jordbruk (31 procent). Avrinningsområdet har 2,13 kvadratkilometer vattenytor vilket ger det en sjöprocent på 24,5 procent. Bebyggelsen i området täcker en yta av 1,33 kvadratkilometer eller 15 procent av avrinningsområdet.

## Fisk
Vid provfiske har följande fisk fångats i sjön:
- Abborre
- Björkna
- Braxen
- Gärs
- Gädda
- Löja
- Mört
- Sarv